# Sarcinodes vultuaria
Sarcinodes vultuaria är en fjärilsart som beskrevs av Achille Guenée 1857. Sarcinodes vultuaria ingår i släktet Sarcinodes och familjen mätare. Inga underarter finns listade.